# Luigi Lucarelli
Luigi Lucarelli (Napoli, 5 giugno 1957) è un politico italiano.

## Biografia
Avvocato, esponente del Partito Socialista Italiano, viene eletto alla Camera dei deputati nel 1992 in Campania. Rimane a Montecitorio fino al 1994.
Nel 2012 viene nominato commissario straordinario dell’EPT Napoli e dell’Azienda Turismo di Castellammare.